# ロジャース・ホーンスビー
ロジャース・ホーンスビー・シニア(Rogers Hornsby Sr.、1896年4月27日 - 1963年1月5日)は、アメリカ・MLBの野球選手、および監督。主なポジションは内野手。テキサス州ウィンタース生まれ。右投げ右打ち。打席での堂々とした振るまいやロジャースという名前の響きから、"the Rajah"(ラージャ＝インドの王様)という愛称で呼ばれた。テッド・ウィリアムズとともに、MLBで打撃三冠王を2度獲得した強打者で、史上最高の二塁手と称される。

## 経歴

### デビュー - 1910年代
1915年のシーズン終盤、19歳の時にマイナーのウェスタン・アソシエーションリーグに参加していたデニソンという球団から、セントルイス・カージナルスに入団、早速メジャーの試合にデビューし18試合に出場する。カージナルスには遊撃手として入団したが内野はどこでもこなせたようで、2年目の1916年には一塁から三塁まで内野の4つのポジション全てをこなし、1917年には遊撃手として当時のメジャー記録に並ぶ1試合14補殺という守備記録も打ち立てている。ただホーンスビーは、高く上がったポップフライを捕るのが苦手、という弱点があった。背走したり真上を向いたりした際に、彼の平衡感覚に異常が生じるためだった。
その後2度の三冠王になるホーンスビーの打撃の凄さは、入団2年目に早くも開花しはじめていた。1916年の打率は.313、15本もの三塁打を放ち、長打率は既に.444になっていた。翌1917年に打率は.327とさらに上昇し、三塁打17本はリーグ最多となり、リーグトップの長打率.484の成績を残すまでになっていた。ホーンスビーは打席に入ると、バッターボックスの一番後ろのベースから遠い角に立って構え、そこから大股で内側へ大きく踏み込みながら、完璧なレベルスイングで強烈なラインドライブを右に左に打ち分けていた。一塁を廻るスピードも速かったため、多くの打球が単打で終わらず二塁打や三塁打になった。加えてホーンスビーは生真面目で冷静な性格だった。退場処分は1918年に2回があるだけで、それ以後は審判の判定に文句をつけることもほとんどしなくなっていた。徐々に選球眼もよくなっていったようで、他チームの投手から恐れられていた1920年代前半には、大きく踏み込む打撃スタイルのために最も苦手にしていた「内角高め」の投球に対し、ホーンスビーがのけぞる姿勢を見せると、審判がボールとコールするようになってしまっていたという。

### 1920年 - 1926年
1918年と1919年の打撃成績は一時落ち込むが、1920年にMLBはライブボール時代に突入。使われるボールの規格が変わり、よりボールが飛ぶようになったことで、ホーンスビーの打撃は投手にとっての脅威となった。同年ホーンスビーは二塁手に定着し、後にその守りは鉄壁、神業と称されるようになる。打っては218安打と打率.370、94打点を記録、リーグ首位打者と打点王の二冠を初めて獲得する。翌1921年は154試合に出場し、安打数、得点、二塁打、三塁打、打点、打率、出塁率、長打率でいずれもリーグトップとなった。そして1922年、打率はついに自身初の4割、打点は150打点に届き、それまでの首位打者と打点王に加えてリーグ最多の42本塁打を放ったホーンスビーは、自身初の打撃三冠だけでなく主要な打撃部門のリーグ1位をほぼ独占する成績を収めた。
1923年こそ出場試合数が少なく首位打者となっただけだったが(ただし、この年は現在もMLB記録である13試合連続マルチ安打を記録している)、1924年にはナショナルリーグ記録となる打率.424をたたき出す。さらに1925年にはタイ・カッブ以来となるメジャータイ記録の2年連続となる打率4割超えを達成。3度目の打率4割もタイ記録である。さらに、143打点と39本の本塁打でメジャーリーグ史上初の2度目の打撃三冠王を獲得する。しかも、この2度目の三冠王は、自身がブランチ・リッキーの後釜としてカージナルスの選手兼任監督をしながら成し遂げ、監督兼任での三冠王獲得は投手も含め唯一の記録となっている。同年ホーンスビーはナショナルリーグの最優秀選手にも選ばれた。
1926年、ホーンスビーは監督としての成功を得る。自身の打撃成績はそれまでの6年間に比べると見劣りしたものの、カージナルスを初めてのナショナルリーグ制覇に導き、ワールドシリーズにも勝利した。それまでの活躍もありすっかりカージナルスの英雄となっていたホーンスビーだったが、この年のオフに待っていたのはジャイアンツとのトレードだった。

### 1927年以後、引退まで
1926年オフ、ホーンスビーはカージナルスに年5万ドルの3年契約を求めたが、当時のオーナーだったサム・ブレッドンとの折り合いが付かず、結局この年の12月にニューヨーク・ジャイアンツのフランキー・フリッシュ、ジミー・リングとの交換トレードが成立、ホーンスビーはニューヨークへ移る。ジャイアンツに1年所属し打率.361、125打点の成績を残すほか、当時監督だったジョン・マグローがシーズン中に療養のためチームを離れる間監督を代行した。翌1928年にはボストン・ブレーブスへ移る。ここでも自身7度目となる首位打者のタイトルを獲得したものの、同年オフにシカゴ・カブスとの1対5プラス20万ドルという破格のトレードが成立、ホーンスビーはシカゴへ移ることになった。
カブスへ移ってもホーンスビーの打撃は衰えをみせず、この年も打率.380、149打点、39本塁打を挙げ、二度目のナショナルリーグ最優秀選手に選ばれる。1930年に足の怪我で満足にプレーできなかったことが転機になり、同年ホーンスビーは前任のジョー・マッカーシーの後をついでカブスの監督を1932年まで勤めることになる。しかしホーンスビーは1932年8月2日のゲームを最後に監督を解任され、カブスを放出されてしまう（同年カブスはリーグ優勝を飾る）。翌年セントルイスへ戻ったホーンスビーは、カージナルスで一時プレーした後、セントルイス・ブラウンズの監督に就任、1937年までブラウンズの指揮をとる。しかし当時のブラウンズは、既にホーンスビーの手に負えない弱小球団になっており、チームは毎年最下位争いを繰り返すだけだった。選手としてのホーンスビーの最後の出場は1937年7月20日の試合で、同年シーズン中にブラウンズを離れた。
このころ、ミネアポリスで腕を磨いていたテッド・ウィリアムズと出会っている。彼は荒っぽく人付き合いの悪い人物と評判だったが、ウィリアムズによれば、非常に親切にしてくれたという。春季トレーニングの後よく二人きりで練習をしたと振り返っている。
また、引退とともにホーンスビーの長き活躍を記念して、古巣カージナルスは『SL』のロゴでホーンスビーを顕彰した。ホーンスビーは晩年こそ背番号をつけたが、意気盛んだった頃のシーズンは背番号導入前だったため、その当時のチームロゴを背番号代わりとした。ホーンスビーの顕彰は永久欠番第1号である、ニューヨーク・ヤンキースのルー・ゲーリッグ(1939年指定)よりも2年、ナショナルリーグの永久欠番第1号であるニューヨーク・ジャイアンツのカール・ハッベル(1944年指定)よりも7年早い。なお、現在は永久欠番扱いとなっているが、正式に指定されたのは後述の本人が死去した1963年のことである。

### 引退後

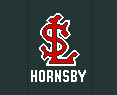
ホーンスビーのカージナルス在籍時のチームロゴ『SL』。
セントルイス･カージナルスの永久欠番扱いとして1963年指定。

引退後は数年間選手兼任コーチとしてマイナーリーグでプレイ、指導を行っており、その間1942年にアメリカ野球殿堂入り選手に選出される。
1950年よりマイナーチームの専任監督として現場に立つが、1952年にブラウンズのビル・ベックに呼び戻される形で17年ぶりにセントルイス・ブラウンズの監督となりメジャーリーグの現場に復帰、51試合指揮をとったあと、同年中にシンシナティ・レッズの監督に就任、翌1953年まで率いた。
監督退任後はコーチとしてホーンスビーは現場に立った。1958年から2年間コーチとしてシカゴ・カブスに在籍、1962年には新球団ニューヨーク・メッツのコーチとして招聘され、若い選手への指導を行った。現役を引退した後も、ホーンスビーはタバコや酒はおろかコーヒーさえ口にせず、「目が悪くなる」という理由から映画も見なかったという。
1963年1月5日、ホーンスビーはシカゴの病院で白内障手術の最中に心臓発作を起こして急逝する。66歳没。

## 詳細情報

### 年度別打撃成績
| 年 度      | 球 団      | 試 合 | 打 席 | 打 数 | 得 点 | 安 打 | 二 塁 打 | 三 塁 打 | 本 塁 打 | 塁 打 | 打 点 | 盗 塁 | 盗 塁 死 | 犠 打 | 犠 飛 | 四 球 | 敬 遠 | 死 球 | 三 振 | 併 殺 打 | 打 率 | 出 塁 率 | 長 打 率 | O P S |
| ---------- | ---------- | ----- | ----- | ----- | ----- | ----- | -------- | -------- | -------- | ----- | ----- | ----- | -------- | ----- | ----- | ----- | ----- | ----- | ----- | -------- | ----- | -------- | -------- | ----- |
| 1915       | STL        | 18    | 61    | 57    | 5     | 14    | 2        | 0        | 0        | 16    | 4     | 0     | 2        | 2     | --    | 2     | --    | 0     | 6     | --       | .246  | .271     | .281     | .552  |
| 1916       | STL        | 139   | 550   | 495   | 63    | 155   | 17       | 15       | 6        | 220   | 65    | 17    | --       | 11    | --    | 40    | --    | 4     | 63    | --       | .313  | .369     | .444     | .814  |
| 1917       | STL        | 145   | 588   | 523   | 86    | 171   | 24       | 17       | 8        | 253   | 66    | 17    | --       | 17    | --    | 45    | --    | 4     | 34    | --       | .327  | .385     | .484     | .868  |
| 1918       | STL        | 115   | 466   | 416   | 51    | 117   | 19       | 11       | 5        | 173   | 60    | 8     | --       | 7     | --    | 40    | --    | 3     | 43    | --       | .281  | .349     | .416     | .764  |
| 1919       | STL        | 138   | 577   | 512   | 68    | 163   | 15       | 9        | 8        | 220   | 71    | 17    | --       | 10    | --    | 48    | --    | 7     | 41    | --       | .318  | .384     | .430     | .814  |
| 1920       | STL        | 149   | 660   | 589   | 96    | 218   | 44       | 20       | 9        | 329   | 94    | 12    | 15       | 8     | --    | 60    | --    | 3     | 50    | --       | .370  | .431     | .559     | .990  |
| 1921       | STL        | 154   | 674   | 592   | 131   | 235   | 44       | 18       | 21       | 378   | 126   | 13    | 13       | 15    | --    | 60    | --    | 7     | 48    | --       | .397  | .458     | .639     | 1.097 |
| 1922       | STL        | 154   | 704   | 623   | 141   | 250   | 46       | 14       | 42       | 450   | 152   | 17    | 12       | 15    | --    | 65    | --    | 1     | 50    | --       | .401  | .459     | .722     | 1.181 |
| 1923       | STL        | 107   | 487   | 424   | 89    | 163   | 32       | 10       | 17       | 266   | 83    | 3     | 7        | 5     | --    | 55    | --    | 3     | 29    | --       | .384  | .459     | .627     | 1.086 |
| 1924       | STL        | 143   | 642   | 536   | 121   | 227   | 43       | 14       | 25       | 373   | 94    | 5     | 12       | 13    | --    | 89    | --    | 2     | 32    | --       | .424  | .507     | .696     | 1.203 |
| 1925       | STL        | 138   | 606   | 504   | 133   | 203   | 41       | 10       | 39       | 381   | 143   | 5     | 3        | 16    | --    | 83    | --    | 2     | 39    | --       | .403  | .489     | .756     | 1.245 |
| 1926       | STL        | 134   | 604   | 527   | 96    | 167   | 34       | 5        | 11       | 244   | 93    | 3     | --       | 16    | --    | 61    | --    | 0     | 39    | --       | .317  | .388     | .463     | .851  |
| 1927       | NYG        | 155   | 684   | 568   | 133   | 205   | 32       | 9        | 26       | 333   | 125   | 9     | --       | 26    | --    | 86    | --    | 4     | 38    | --       | .361  | .448     | .586     | 1.035 |
| 1928       | BSN        | 140   | 621   | 486   | 99    | 188   | 42       | 7        | 21       | 307   | 94    | 5     | --       | 25    | --    | 107   | --    | 1     | 41    | --       | .387  | .498     | .632     | 1.130 |
| 1929       | CHC        | 156   | 712   | 602   | 156   | 229   | 47       | 8        | 39       | 409   | 149   | 2     | --       | 22    | --    | 87    | --    | 1     | 65    | --       | .380  | .459     | .679     | 1.139 |
| 1930       | CHC        | 42    | 120   | 104   | 15    | 32    | 5        | 1        | 2        | 45    | 18    | 0     | --       | 3     | --    | 12    | --    | 1     | 12    | --       | .308  | .385     | .433     | .817  |
| 1931       | CHC        | 100   | 419   | 357   | 64    | 118   | 37       | 1        | 16       | 205   | 90    | 1     | --       | 5     | --    | 56    | --    | 0     | 23    | --       | .331  | .421     | .574     | .996  |
| 1932       | CHC        | 19    | 70    | 58    | 10    | 13    | 2        | 0        | 1        | 18    | 7     | 0     | --       | 0     | --    | 10    | --    | 2     | 4     | --       | .224  | .357     | .310     | .667  |
| 1933       | STL        | 46    | 97    | 83    | 9     | 27    | 6        | 0        | 2        | 39    | 21    | 1     | --       | 0     | --    | 12    | --    | 2     | 6     | 3        | .325  | .423     | .470     | .893  |
| 1933       | STB        | 11    | 11    | 9     | 2     | 3     | 1        | 0        | 1        | 7     | 2     | 0     | 0        | 0     | --    | 2     | --    | 0     | 1     | --       | .333  | .455     | .778     | 1.232 |
| '33計      | STB        | 57    | 108   | 92    | 11    | 30    | 7        | 0        | 3        | 46    | 23    | 1     | 0        | 0     | --    | 14    | --    | 2     | 7     | 3        | .326  | .426     | .500     | .926  |
| 1934       | STB        | 24    | 31    | 23    | 2     | 7     | 2        | 0        | 1        | 12    | 11    | 0     | 0        | 0     | --    | 7     | --    | 1     | 4     | --       | .304  | .484     | .522     | 1.006 |
| 1935       | STB        | 10    | 27    | 24    | 1     | 5     | 3        | 0        | 0        | 8     | 3     | 0     | 0        | 0     | --    | 3     | --    | 0     | 6     | --       | .208  | .296     | .333     | .630  |
| 1936       | STB        | 2     | 6     | 5     | 1     | 2     | 0        | 0        | 0        | 2     | 2     | 0     | 0        | 0     | --    | 1     | --    | 0     | 0     | --       | .400  | .500     | .400     | .900  |
| 1937       | STB        | 20    | 63    | 56    | 7     | 18    | 3        | 0        | 1        | 24    | 11    | 0     | 0        | 0     | --    | 7     | --    | 0     | 5     | --       | .321  | .397     | .429     | .825  |
| 通算：23年 | 通算：23年 | 2259  | 9480  | 8173  | 1579  | 2930  | 541      | 169      | 301      | 4712  | 1584  | 135   | 64       | 216   | --    | 1038  | --    | 48    | 679   | 3        | .358  | .434     | .577     | 1.010 |

- 各年度の太字はリーグ最高

### タイトル
- 首位打者：7回（1920年 - 1925年、1928年）
- 本塁打王：2回（1922年、1925年）
- 打点王：4回（1920年 - 1922年、1925年）

### 表彰
- シーズンMVP：1925年、1929年
- メジャーリーグベースボール・オールセンチュリー・チーム選出（1999年）
- 三冠王：2回（1922年、1925年）

### 記録
- 最多安打：4回（1920年 - 1922年、1924年）
- 最多得点：5回（1921年、1922年、1924年、1927年、1929年）
- ワールドシリーズ出場：2回（1926年、1929年）
- シーズン打率：.424（1924年）※1900年以降ナショナルリーグ最高打率。
- 打率.400を3度達成（1922年、1924年、1925年）。
- 右打者通算打率歴代1位 （.358）
- シーズン安打数：250（1922年：歴代6位）
- シーズン200安打以上を7回記録（1920年 - 1922年、1924年、1925年、1927年、1929年）

### 年度別監督成績
| 年 度    | チ ｜ ム | リ ｜ グ | 試 合 | 勝 利 | 敗 戦 | 勝 率 | 順 位 | 備 考     |
| -------- | -------- | -------- | ----- | ----- | ----- | ----- | ----- | --------- |
| 1925     | STL      | NL       | 115   | 64    | 51    | .557  | 4位   | 5月31日 - |
| 1926     | STL      | NL       | 156   | 89    | 65    | .578  | 1位   | WS優勝    |
| 1927     | NYG      | NL       | 33    | 22    | 10    | .688  | 3位   | 9月3日 -  |
| 1928     | BSN      | NL       | 122   | 39    | 83    | .320  | 7位   |           |
| 1930     | CHC      | NL       | 4     | 4     | 0     | 1.00  | 2位   | 9月25日 - |
| 1931     | CHC      | NL       | 156   | 84    | 70    | .545  | 3位   |           |
| 1932     | CHC      | NL       | 99    | 53    | 46    | .535  | 1位   | - 8月2日  |
| 1933     | STB      | AL       | 54    | 19    | 33    | .365  | 8位   | 7月29日 - |
| 1934     | STB      | AL       | 154   | 67    | 85    | .441  | 6位   |           |
| 1935     | STB      | AL       | 155   | 65    | 87    | .428  | 7位   |           |
| 1936     | STB      | AL       | 155   | 57    | 95    | .375  | 7位   |           |
| 1937     | STB      | AL       | 78    | 25    | 52    | .325  | 8位   | - 7月20日 |
| 1952     | STB      | AL       | 51    | 22    | 29    | .431  | 7位   | - 6月8日  |
| 1952     | CIN      | NL       | 51    | 27    | 24    | .529  | 6位   | 8月5日 -  |
| 1953     | CIN      | NL       | 147   | 64    | 82    | .438  | 6位   | - 9月16日 |
| 通算成績 | 通算成績 | 通算成績 | 1530  | 701   | 812   | .463  |       |           |